# Črmošnjice
Črmošnjice – wieś w Słowenii, w gminie Semič. W 2018 roku liczyła 146 mieszkańców.